# Paolo Rudelli
Paolo Rudelli (nacido el 16 de julio de 1970) es un arzobispo italiano y diplomático de la Santa Sede que sirve como Nuncio Apostólico en Colombia.

## Biografía
Paolo Rudelli nació el 16 de julio de 1970 en Gazzaniga en Lombardía, Italia. Viene de Gandino, en la provincia de Bérgamo. El 10 de junio de 1995 fue ordenado sacerdote de la diócesis de Bérgamo. Completó sus estudios teológicos en la Pontificia Universidad Gregoriana de Roma, donde recibió un doctorado en teología moral y una licenciatura en derecho canónico. En 1998 comenzó su preparación para el servicio diplomático en la Pontificia Academia Eclesiástica. El 1 de julio de 2001, ingresó al servicio diplomático de la Santa Sede y trabajó en las nunciaturas en Ecuador (2001-2003) y Polonia (2003-2006) y luego trabajó en la Sección de Asuntos Generales de la Secretaría de Estado.
El 20 de septiembre de 2014, el Papa Francisco lo nombró Observador Permanente de la Santa Sede ante el Consejo de Europa en Estrasburgo, justo un mes antes de la visita de Francisco a Estrasburgo.
El 3 de septiembre de 2019, el Papa Francisco lo nombró arzobispo titular y le dio el título de nuncio apostólico. Fue reemplazado en Estrasburgo el 21 de septiembre de 2019 por Marco Ganci. Recibió su consagración episcopal de Francisco el 4 de octubre. El 25 de enero de 2020, el Papa Francisco lo nombró nuncio apostólico en Zimbabue.
El 18 de julio de 2023 el Papa Francisco lo ha designado como Nuncio apostólico de Colombia.

## Escritos
- Matrimonio come scelta di vita. Opzione vocazione sacramento. Roma: Gregorian & Biblical Press. 2004. ISBN 9788878390140.